# Flughafen Korfu

i8
i11
i13
Der Flughafen Korfu (auch Flughafen Ioannis Kapodistrias, Kerkyra International Airport oder Ioannis Kapodistrias International Airport, griechisch Κρατικός Αερολιμένας Κέρκυρας „Ιωάννης Καποδίστριας“, (IATA-Code: CFU, ICAO-Code: LGKR)) ist der internationale Verkehrsflughafen der griechischen Insel Korfu drei Kilometer südlich des Stadtzentrums von Korfu Stadt (Griechenland).
Die Besonderheit des Flughafens liegt in der ungewöhnlichen Lage der Start- und Landebahn, die fast gänzlich von Wasser umgeben ist und zwischen zwei Hügeln liegt. Südlich beginnt sie im Meer mit einem großen runden Wendeplatz. Dort überfliegen die Flugzeuge den rund 100 Meter südlich des Wendeplatzes gelegenen, sehr schmalen Fußgängerdamm und die Mäuseinsel. Westlich der Piste liegt die Meeresbucht und östlich der See Halikiopoulou. Der Verkehr auf der landseitig beinahe unmittelbar hinter der Piste gelegenen Hauptstraße EO25 muss bei jedem Flugzeugstart und jeder Landung aus Sicherheitsgründen mittels Ampeln angehalten werden, da der Sicherheitsbereich jenseits der Straße liegt. Der Flughafen ist aufgrund seiner Lage auch bei Flugzeugfotografen sehr beliebt. Vom Kanoni-Hügel im Süden von Korfu-Stadt und auf dem Fußgängerdamm nach Perama an seinem Fuße hat man eine gute Sicht auf den Wendeplatz und von Süden kommende Flugzeuge.
Der Flughafen besteht aus einem Terminal, für das Hauptflugaufkommen sorgen Charterflüge. Des Weiteren werden aber auch innergriechische Linienflüge z. B. nach Athen und Thessaloniki mit Olympic Air, Aegean Airlines oder Sky Express angeboten.
Von Deutschland führen z. B. Condor oder Eurowings Linienflüge nach Korfu durch. Zur Hauptsaison im Sommer startet ungefähr alle halbe Stunde ein Flugzeug.

## Betreiber
Im Dezember 2015 wurde die Privatisierung des Flughafens Korfu und 13 weiterer griechischer Regionalflughäfen mit der Unterzeichnung einer Vereinbarung zwischen dem Joint Venture zwischen der Fraport AG und der Copelouzos Group und dem staatlichen Privatisierungsfonds abgeschlossen. Die Konzession hat eine Laufzeit von 40 Jahren ab dem Zeitpunkt der Betriebsübernahme am 11. April 2017 und umfasst die Festlandflughäfen Thessaloniki, Aktio und Kavala sowie die Flughäfen auf den Inseln Kreta (Chania), Kefalonia, Korfu, Kos, Mykonos, Mytilini, Rhodos, Samos, Santorin, Skiathos und Zakynthos.
Fraport renovierte und vergrößerte den Flughafen. Seit 2021 gibt es unter anderem ein neues Terminal, 28 Check-in-Schalter, ein modernes Gepäck-Transportsystem und 12 Abflug-Gates.

## Zwischenfälle
- Am 5. November 1970 brach an einer Douglas DC-6B der griechischen Olympic Airways (Luftfahrzeugkennzeichen SX-DAI) bei der Landung auf dem Flughafen Korfu das Bugfahrwerk zusammen. Das Flugzeug geriet von der Landebahn 35 ab und kam knapp 140 Meter links davon zum Stillstand. Es wurde irreparabel beschädigt. Alle 67 Insassen, fünf Besatzungsmitglieder und 62 Passagiere, überlebten den Unfall.[6]

## Galerie

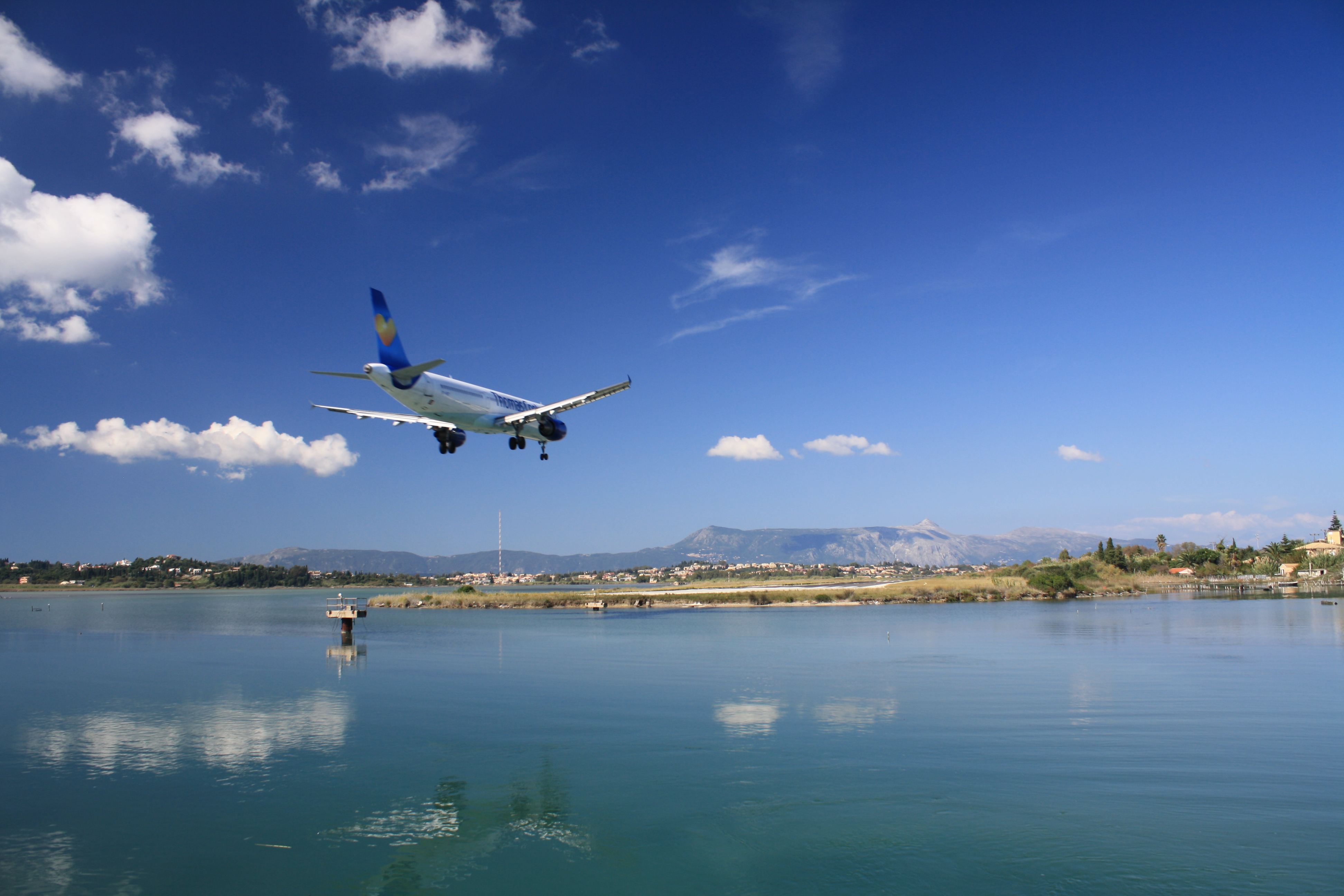
Eine Maschine im Anflug auf den Flughafen
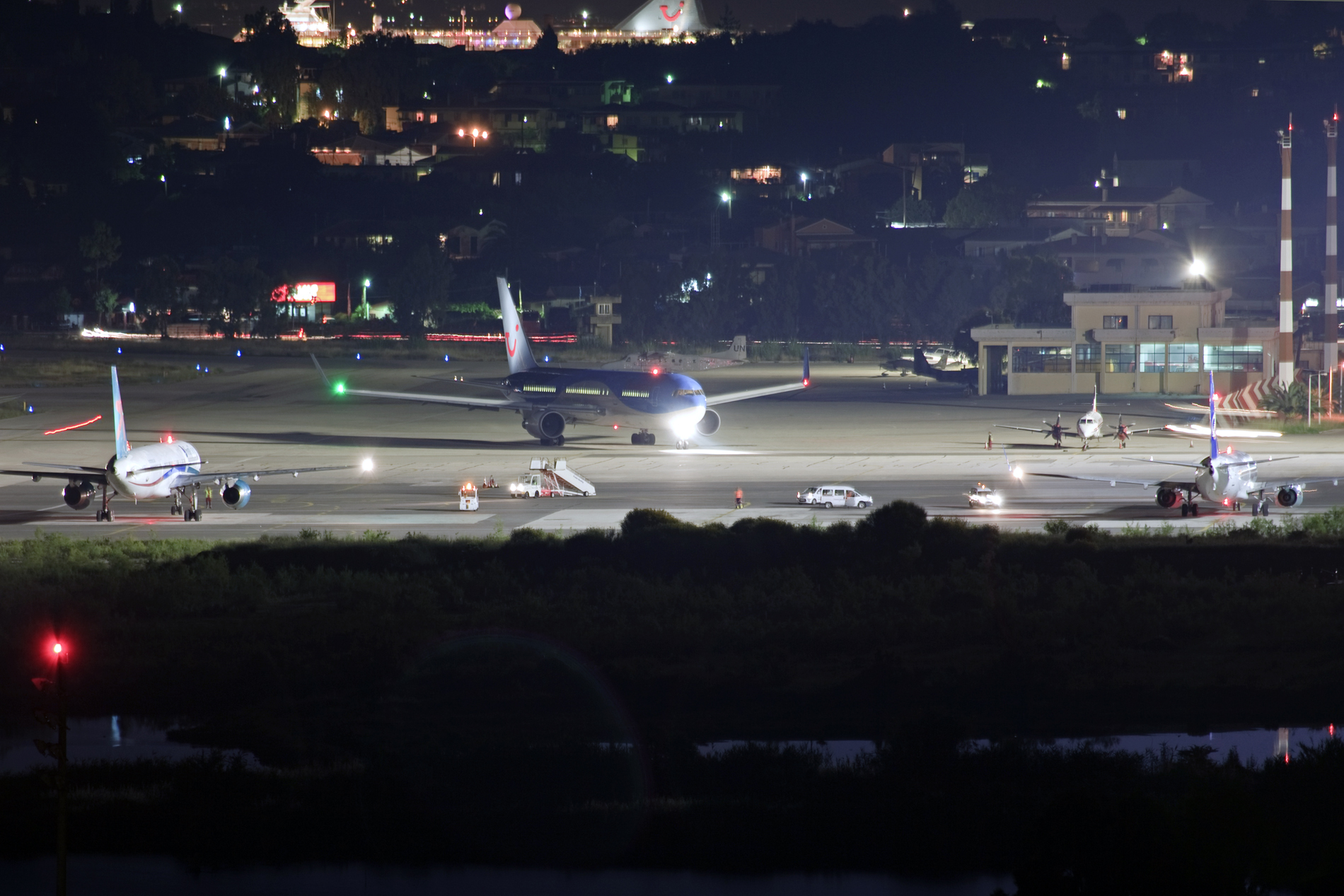
Blick auf das Vorfeld des Flughafens
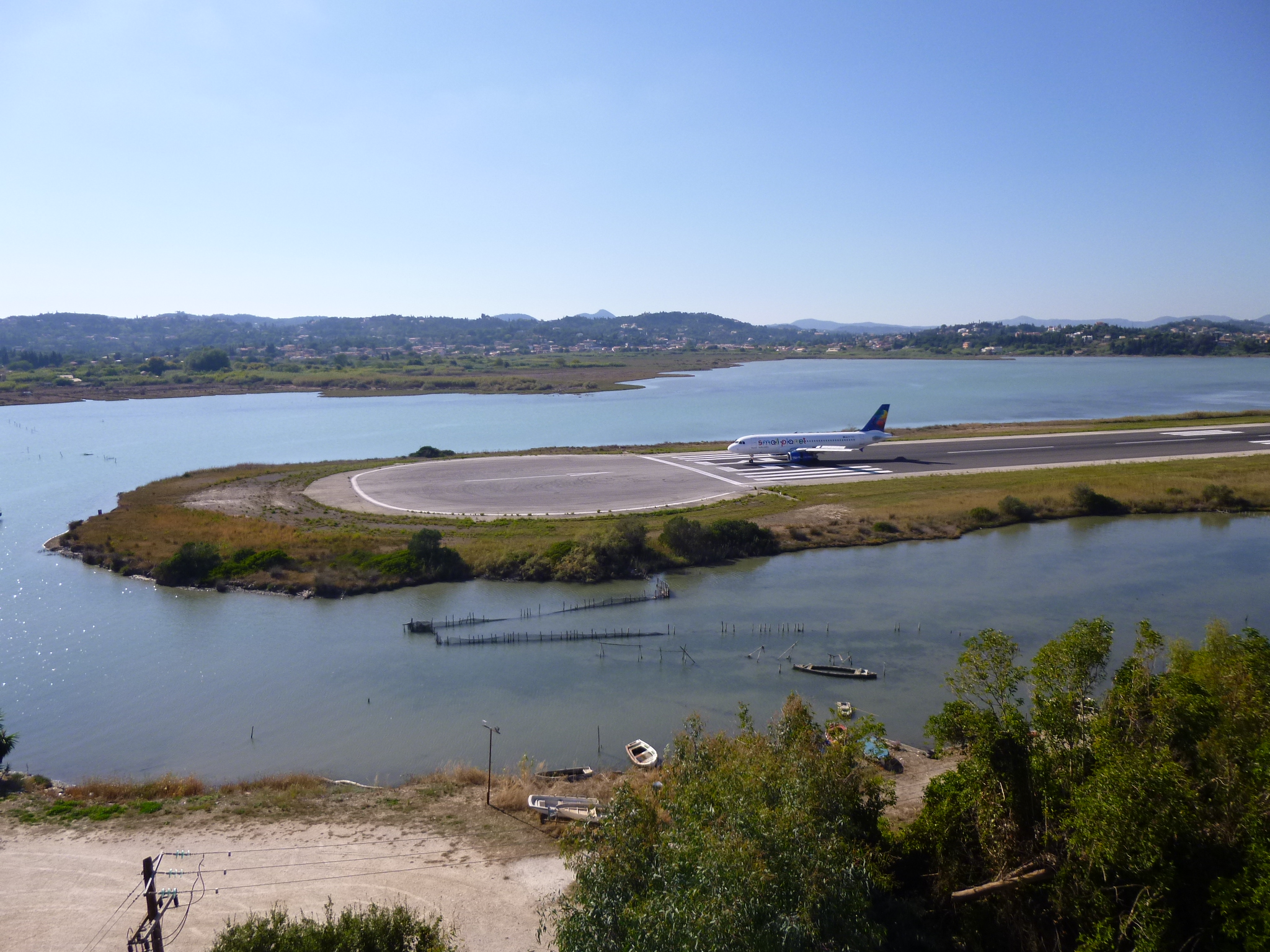
Blick auf den Wendeplatz
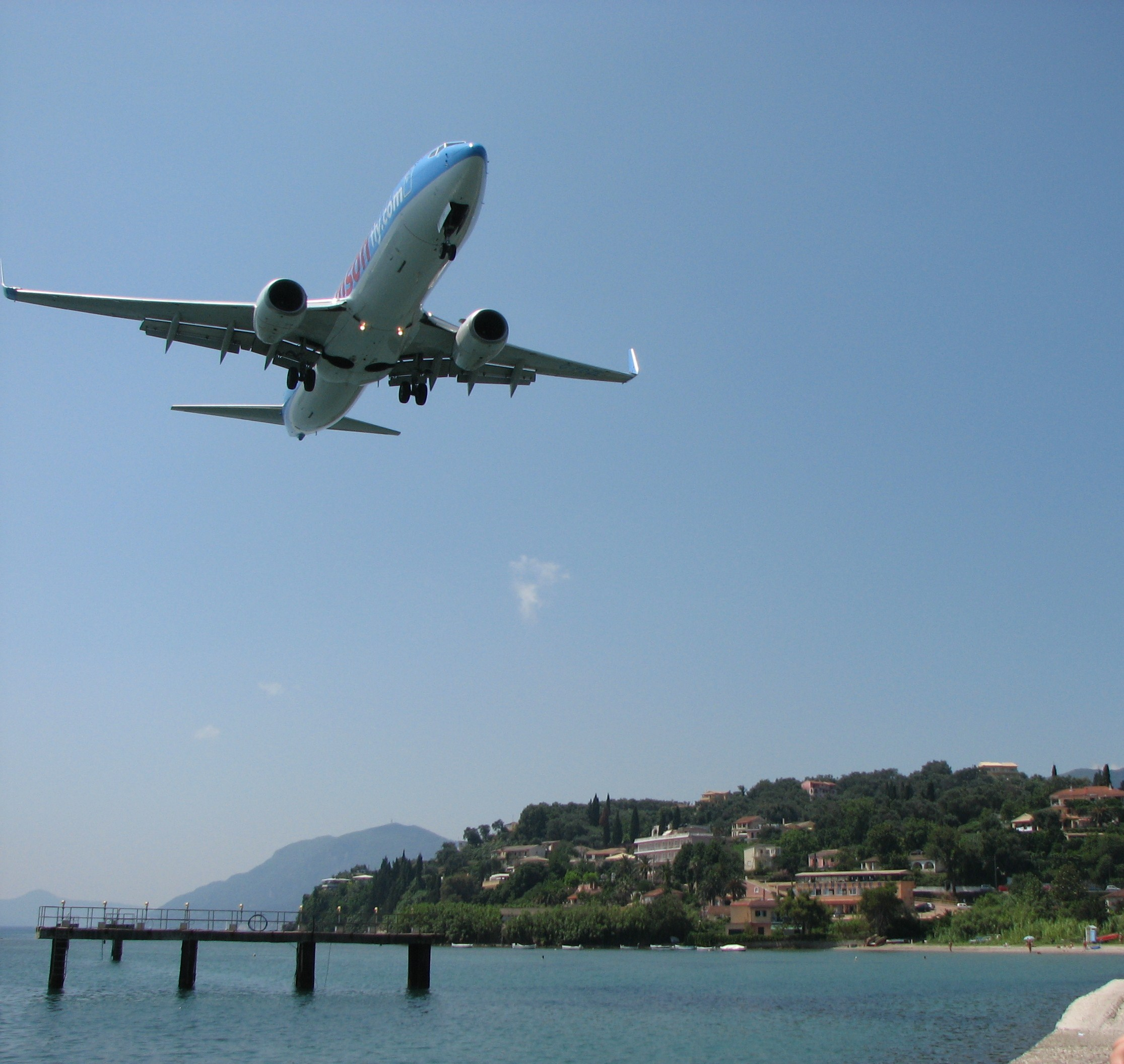
Ein Flugzeug überfliegt den Damm (unten rechts)